# Plessis-Saint-Benoist
Plessis-Saint-Benoist är en kommun i departementet Essonne i regionen Île-de-France i norra Frankrike. Kommunen ligger i kantonen Dourdan som tillhör arrondissementet Étampes. År 2022 hade Plessis-Saint-Benoist 327 invånare.

## Befolkningsutveckling
Antalet invånare i kommunen Plessis-Saint-Benoist
| Referens: INSEE |